# Kozluk (district)
Kozluk is een Turks district in de provincie Batman en telt 60.888 inwoners (2007). Het district heeft een oppervlakte van 1119,2 km².
De bevolkingsontwikkeling van het district is weergegeven in onderstaande tabel.
| 1997   | 2000   | 2007   |
| ------ | ------ | ------ |
| 70.431 | 74.635 | 60.888 |